# 小山俊樹 (歴史学者)
小山俊樹（こやま としき、1976年1月11日 - ）は、日本の日本史学者、帝京大学文学部史学科教授。専門分野は日本近現代史。研究テーマは政治外交史、政党政治研究。

## 経歴
- 1976年　広島県福山市生まれ
- 1999年　京都大学文学部（日本史学専攻）卒業
- 2006年　立命館大学文学部講師（非常勤／任期制専任）（～2010年3月）
- 2007年　京都大学大学院人間・環境学研究科博士後期課程修了／京都大学博士（人間・環境学）（課程）
- 2010年　帝京大学文学部史学科専任講師
- 2012年　同准教授
- 2017年　同教授

## 人物
- 京大では中西輝政に師事。
- 2020年、『五・一五事件　海軍青年将校たちの「昭和維新」』でサントリー学芸賞を受賞[1]。

## 著書

### 単著
- 『憲政常道と政党政治 近代日本二大政党制の構想と挫折』（思文閣出版、2012年）
- 『評伝 森恪 日中対立の焦点』（ウェッジ、2017年）
- 『五・一五事件　海軍青年将校たちの「昭和維新」』（中公新書、2020年）

### 共著/共編著
- 『「大正」再考 ―希望と不安の時代―』関静雄編（ミネルヴァ書房、2007年）
- 『近代機密費史料集成I』（編著、ゆまに書房、2014年）
- 『教養のための現代史入門』小澤卓也・田中聡・水野博子編著（ミネルヴァ書房、2015年）
- 『昭和史講義』筒井清忠編（筑摩書房、2015年）
- 『大学でまなぶ日本の歴史』木村茂光・戸部良一・深谷幸治共編著（吉川弘文館、2016年）
- 『昭和史講義2』筒井清忠編（筑摩書房、2016年）
- 『昭和史講義3』筒井清忠編（筑摩書房、2015年）
- 『日本政治史の中のリーダーたち』伊藤之雄・中西寛編（京都大学学術出版会、2018年）
- 『アジアをめぐる大国興亡史1902-1972』中西輝政編著（PHP研究所、2020年）